# Marc-la-Tour
 Marc-la-Tour  là một xã thuộc tỉnh Corrèze trong vùng Nouvelle-Aquitaine miền trung Pháp.